# Talenten Zonder Centen
Talenten Zonder Centen is een Nederlands televisieprogramma dat werd uitgezonden door SBS6. De presentatie van het programma was in handen van Simon Keizer, Nick Schilder en Kees Tol. En zij werden geassisteerd door actrice Dian Biemans. Elke aflevering gingen de drie heren naar een ander land met een bekende Nederlander. 

## Format
In Talenten Zonder Centen gaan presentatoren Simon Keizer, Nick Schilder en Kees Tol samen met een bekende Nederlander op reis naar het buitenland. De drie heren ontmoeten de gast pas op het vliegveld en hier krijgen ze ook pas te horen naar welk land ze toe gaan. Voordat ze met z'n vieren naar het land vertrekken moet iedereen zijn portemonnee en telefoon inleveren. 
Eenmaal aangekomen in het land krijgt de groep een geldbedrag waarvan ze alleen de taxi kunnen betalen. Vervolgens moet de groep in het land zelf aan geld en een onderkomen zien te komen. Soms lukt dit niet en slapen ze buiten of in een hostel. 

## Seizoenen

### Seizoen 1 (2016)
| Nr. | Uitzenddatum     | Bekende gast        | Bestemming | Kijkcijfers           |
| --- | ---------------- | ------------------- | ---------- | --------------------- |
| 1   | 22 oktober 2016  | Irene Moors         | Estland    | 884.000               |
| 2   | 29 oktober 2016  | Alexander Pechtold  | Hongarije  | 696.000               |
| 3   | 5 november 2016  | Nicolette van Dam   | Palermo    | 523.000               |
| 4   | 12 november 2016 | Jamai Loman         | Reykjavik  | 584.000               |
| 5   | 19 november 2016 | Jelka van Houten    | Moskou     | 489.000               |
| 6   | 26 november 2016 | Nicolien Sauerbreij | Tel Aviv   | viel buiten de top 25 |
| 7   | 3 december 2016  | Heleen van Royen    | Zuid-Korea | viel buiten de top 25 |
| 8   | 10 december 2016 | Roel van Velzen     | Oman       | viel buiten de top 25 |

### Seizoen 2 (2017)
| Nr. | Uitzenddatum     | Bekende gast          | Bestemming | Kijkcijfers           |
| --- | ---------------- | --------------------- | ---------- | --------------------- |
| 1   | 24 oktober 2017  | Herman den Blijker    | Edinburgh  | 660.000               |
| 2   | 31 oktober 2017  | Kim-Lian van der Meij | Belgrado   | 655.000               |
| 3   | 7 november 2017  | Jennifer Hoffman      | Panama     | 601.000               |
| 4   | 21 november 2017 | Leontine Ruiters      | Athene     | 462.000               |
| 5   | 28 november 2017 | Tygo Gernandt         | Ljubljana  | viel buiten de top 25 |
| 6   | 5 december 2017  | Carolien Borgers      | Madrid     | 468.000               |
| 7   | 12 december 2017 | Naomi van As          | Warschau   | 547.000               |
| 8   | 19 december 2017 | Bobbi Eden            | Bogotá     | 465.000               |

## Waardering
De eerste aflevering van het eerste seizoen trok 884.000 kijkers, dit aantal schommelde de volgende afleveringen en in het twee seizoen tussen de 400.000 en 600.000 kijkers met soms uitschieters naar de 700.000 kijkers.